# Harry Leinenweber
Harry Daniel Leinenweber (3 de junio de 1937 - 11 de junio de 2024) fue un jurista estadounidense que se desempeñó como Juez federal de los Estados Unidos en el Tribunal de Distrito de los Estados Unidos para el Distrito Norte de Illinois.

## Educación y carrera
Leinenweber nació en Joliet, Illinois. Recibió un título de Bachelor of Arts de la Universidad de Notre Dame en 1959 y un Juris Doctor de la Facultad de Derecho de la Universidad de Chicago en 1962. Ejerció la práctica privada en Joliet desde 1962 hasta 1986. Fue abogado de la ciudad de Joliet de 1963 a 1967. Fue fiscal especial en el condado de Will, Illinois, de 1968 a 1970. Fue asesor especial para el Village of Bolingbrook, Illinois, de 1975 a 1977. Fue asesor especial para la Reserva Forestal del condado de Will, Illinois, en 1977. Fue miembro republicano de la Cámara de Representantes de Illinois de 1973 a 1983.

## Servicio judicial federal
Leinenweber fue nominado por el presidente Ronald Reagan el 7 de noviembre de 1985 para el Tribunal de Distrito de los Estados Unidos para el Distrito Norte de Illinois, para un nuevo puesto creado por 98 Stat. 333. Fue confirmado por el Senado de los Estados Unidos el 16 de diciembre de 1985 y recibió su comisión el 17 de diciembre de 1985. Asumió el estatus de senior el 3 de junio de 2002.
En 2022, Leinenweber presidió el juicio por abuso sexual de R. Kelly en el Norte de Illinois. Al momento de su muerte, había estado presidiendo el juicio por corrupción de ComEd que involucraba a Anne Pramaggiore, el cual había puesto en pausa a principios de 2024.

## Vida personal
Leinenweber se casó con la representante Lynn M. Martin en Washington D. C., el 7 de enero de 1987.

## Muerte
Leinenweber murió de cáncer de pulmón en su casa de Gold Coast, en Chicago, el 11 de junio de 2024, a la edad de 87 años.